# Patrimonialgericht Georgenhausen
Das Patrimonialgericht Georgenhausen war ein Patrimonialgericht, zuletzt im Besitz der Familie von Haxthausen. Es umfasste ausschließlich das Dorf Georgenhausen.

## Geschichte
Das Patrimonialgericht Georgenhausen bestand mindestens seit dem 17. Jahrhundert, war aber wahrscheinlich älter. Es befand sich damals im Besitz der Herren von Wallbrunn zu Ernsthofen. Nach dem Dreißigjährigen Krieg waren die Herren von Wallbrunn so verschuldet, dass sie Georgenhausen 1649 an den „Kriegsgewinnler“ Kamptz zu Godow verkauften. Von ihm erbten es 1671 die Herren von Haxthausen, die es auch am Ende des Alten Reichs noch besaßen.
Georgenhausen gehörte zum Gebiet des Gemeinen Rechts, das hier ohne die Überlagerung von Partikularrecht galt. Dieses behielt seine Geltung auch während der Zugehörigkeit zum Großherzogtum Hessen im 19. Jahrhundert, bis es zum 1. Januar 1900 von dem einheitlich im ganzen Deutschen Reich geltenden Bürgerlichen Gesetzbuch abgelöst wurde.
Durch die Rheinbundakte von 1806 fiel Georgenhausen an das neu geschaffene Großherzogtum Hessen. Das so gewonnene Gebiet unterlag zwar der staatlichen Hoheit des Großherzogtums, aber die Souveränitätsrechte der bisherigen Inhaber der Patrimonialgerichtsbarkeit waren geschützt und mussten erhalten werden. Das störte das Großherzogtum selbstverständlich in seiner Souveränität.
Dem Großherzogtum gelang es im Vorfeld der Verwaltungsreform von 1821 das Patrimonialgericht Georgenhausen von der Familie von Haxthausen zu übernehmen. Mit der Verwaltungsreform von 1821 fand im Großherzogtum Hessen auch auf unterer Ebene die Trennung der Rechtsprechung von der Verwaltung statt. Die bisher durch das Patrimonialgericht wahrgenommenen Verwaltungsaufgaben übernahm nun der Landratsbezirk Reinheim, die Rechtsprechung das Landgericht Lichtenberg.